# Lici

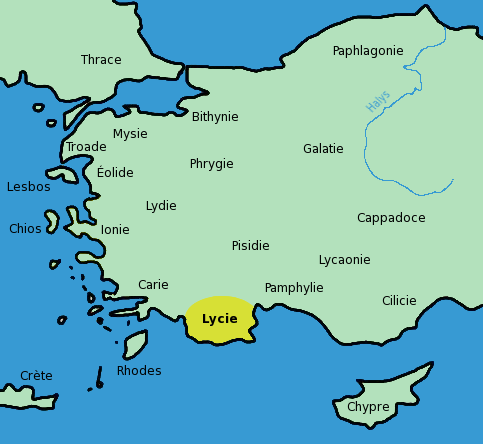
La Licia nel contesto anatolico

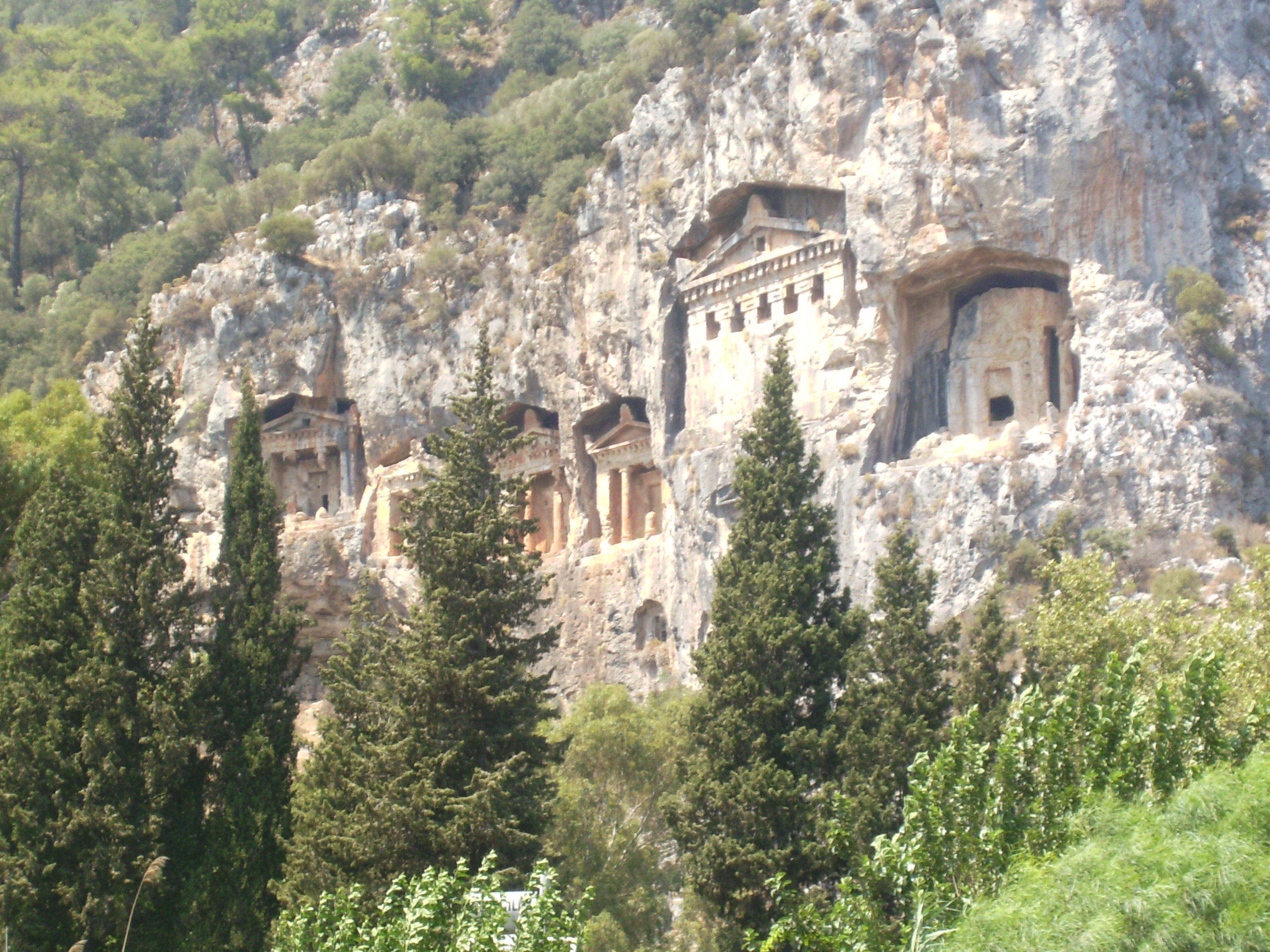
Tombe di re lici scavate nella roccia a Dalyan

I Lici furono un popolo indoeuropeo del gruppo anatolico, stanziato in Anatolia fin dal II millennio a.C. nella regione che da essi prese il nome di Licia, all'estremità sud-occidentale della penisola anatolica; hanno subito una forte influenza ellenica per le numerose colonie greche della costa di Licia.

## Storia
I Lici sono ricordati da fonti egizie, ugaritiche e ittite del II millennio. Secondo lo storico greco Erodoto, la popolazione della Licia sarebbe giunta originariamente dall'isola di Creta.
All'epoca i Lici erano insediati sulla costa e disponevano di una flotta con la quale insidiavano Cipro. Vista la natura scarsamente produttiva del territorio, infatti, gli abitanti della Licia erano propensi all'utilizzo della pirateria come mezzo di sostentamento.
Erano alleati e tributari dell'Impero ittita e parteciparono al loro fianco alla battaglia di Kadesh, anche se subivano anche un certo influsso greco.

## Società
Le città licie erano governate da senati di anziani, secondo un modello tipicamente indoeuropeo perduto dai vicini Ittiti, più influenzati dal sostrato pre-indoeuropeo. Tale sostrato agì tuttavia anche sui Lici; Erodoto attesta la presenza di istituzioni matriarcali, in particolare la discendenza matrilineare.

## Mitologia
Secondo i poemi omerici, i Lici parteciparono alla Guerra di Troia al fianco degli assediati. Li comandavano il re Sarpedonte (semidio figlio di Zeus), Glauco e Oronte: i primi due perirono durante i combattimenti, nel decimo e ultimo anno del conflitto. Secondo quanto raccontato da Virgilio nell'Eneide, dopo la caduta della città Oronte e i Lici superstiti seguirono Enea nel loro viaggio verso l'Italia, ma durante una tempesta la loro nave affondò: Oronte morì, al pari della maggior parte dei suoi uomini. Si salvarono tre parenti di Sarpedonte: Antifate, figlio illegittimo, e due fratellastri, Claro e Temone, ma furono poi uccisi da Turno durante la guerra fra i profughi di Troia e le popolazioni italiche.

## Lingua
Le iscrizioni licie risalgono al V-IV secolo a.C.; la lingua in esse contenuta appare divisa in due varietà dialettali ed è generalmente considerata un'evoluzione del luvio o di un suo dialetto.